# Іван Костов (геолог)

Костов Іван Ніколов (болг. Костов Иван Николов; нар. 24 грудня 1913, Пловдив — пом. 31 березня 2004, Софія) — болгарський вчений в галузі мінералогії і петрографії. Член-кореспондент (з 1961) і академік (з 1966) Болгарської академії Наук.

## Життєпис
У 1936 році закінчив Софійський університет і залишився в ньому працювати, з 1953 року — професор і завідувач кафедри мінералогії і кристалографії. З 1977 року — голова Національного комітету з геології. З 1978 року — директор Геологічного інституту Болгарської AH. Віце-президент Міжнародної мінералогічної асоціації, член Міжнародної асоціації генезису рудних родовищ.
Іван Костов розробив нову класифікацію мінералів за геохімічними і кристалохімічними ознаками. Відкрив новий мінерал — бончевит і нові для Болгарії мінерали — плюмбогуміт, псевдомалахіт, мезоліт та інші. Відкрив родовища дистену Чепеларе. Вивчав хімізм і генезис деяких цеолітів у Болгарії. Запропонував уніфікований метод використання габітусових змін як генетичний індикатор.

## Нагороди і почесні звання
Заслужений діяч науки НРБ (1976).
Почесний член Болгарського геологічного товариства (1971), а також почесний член низки зарубіжних геологічних і мінералогічних товариств, у тому числі й Українського мінералогічного товариства. Іноземний член Академії Наук СРСР (1982).

## Пам'ять
На честь Івана Костова названо мінерал «костовит».